# 全日本アマチュア修斗選手権
全日本アマチュア修斗選手権（ぜんにほんアマチュアしゅうとせんしゅけん）は、総合格闘技「修斗」のアマチュアの日本選手権大会である。1994年6月19日、東京都町田市の町田市立総合体育館で第1回大会が開催され、以降毎年1度開催されている。上位入賞者にはプロのライセンスが与えられ、現在に至るまで多くのプロ選手を輩出した。
ルールはアマチュア修斗の競技規則に則って行われる。試合時間は決勝のみ3分間2回戦、決勝以外は4分間1回戦で行われる。

## 開催履歴
| 大会名 | 開催年月日     | 会場                                       | 開催地               |
| ------ | -------------- | ------------------------------------------ | -------------------- |
| 第28回 | 2022年10月30日 | 小田原アリーナ・サブアリーナ               | 神奈川県小田原市     |
| 第27回 | 2021年10月17日 | 小田原アリーナ・メインアリーナ             | 神奈川県小田原市     |
| 第26回 | 2019年9月29日  | 小田原アリーナ・メインアリーナ             | 神奈川県小田原市     |
| 第25回 | 2018年10月14日 | 小田原アリーナ・メインアリーナ             | 神奈川県小田原市     |
| 第24回 | 2017年9月23日  | 小田原アリーナ・メインアリーナ             | 神奈川県小田原市     |
| 第23回 | 2016年10月9日  | 小田原アリーナ・メインアリーナ             | 神奈川県小田原市     |
| 第22回 | 2015年9月22日  | 小田原アリーナ・メインアリーナ             | 神奈川県小田原市     |
| 第21回 | 2014年10月12日 | 小田原アリーナ・メインアリーナ             | 神奈川県小田原市     |
| 第20回 | 2013年11月23日 | 小田原アリーナ・サブアリーナ               | 神奈川県小田原市     |
| 第19回 | 2012年9月02日  | 小田原アリーナ・メインアリーナ             | 神奈川県小田原市     |
| 第18回 | 2011年9月18日  | 小田原アリーナ・メインアリーナ             | 神奈川県小田原市     |
| 第17回 | 2010年9月5日   | 小田原アリーナ・メインアリーナ             | 神奈川県小田原市     |
| 第16回 | 2009年9月27日  | 小田原アリーナ・メインアリーナ             | 神奈川県小田原市     |
| 第15回 | 2008年9月14日  | 小田原アリーナ・メインアリーナ             | 神奈川県小田原市     |
| 第14回 | 2007年9月23日  | 小田原アリーナ・メインアリーナ             | 神奈川県小田原市     |
| 第13回 | 2006年9月24日  | 小田原アリーナ・サブアリーナ               | 神奈川県小田原市     |
| 第12回 | 2005年9月18日  | 猪名川町文化体育館（イナホール）           | 兵庫県川辺郡猪名川町 |
| 第11回 | 2004年9月20日  | 柿ノ木台公園体育館                         | 千葉県松戸市         |
| 第10回 | 2003年9月15日  | 名古屋市中スポーツセンター                 | 愛知県名古屋市       |
| 第9回  | 2002年9月29日  | 柿ノ木台公園体育館                         | 千葉県松戸市         |
| 第8回  | 2001年9月24日  | 舞洲アリーナ・サブアリーナ                 | 大阪府大阪市         |
| 第7回  | 2000年9月10日  | 大田区体育館                               | 東京都大田区         |
| 第6回  | 1999年8月8日   | 台東リバーサイドスポーツセンター 第2競技場 | 東京都台東区         |
| 第5回  | 1998年8月23日  | 駒沢オリンピック公園屋内球技場             | 東京都世田谷区       |
| 第4回  | 1997年8月17日  | 東京武道館                                 | 東京都足立区         |
| 第3回  | 1996年7月28日  | クラブチッタ川崎                           | 神奈川県川崎市       |
| 第2回  | 1995年12月17日 | 町田市総合体育館 第1武道場                 | 東京都町田市         |
| 第1回  | 1994年6月19日  | 町田市総合体育館 第1武道場                 | 東京都町田市         |

## 歴代優勝者

### 男子

#### 2015年 -
| 年度（回数）     | ストロー級 (-52.2kg)                                       | フライ級 (-56.7kg)                                         | バンタム級 (-61.2kg)                                       | フェザー級 (-65.8kg)                                       | ライト級 (-70.3kg)                                         | ウェルター級 (-77.1kg)                                     | ミドル級 (-83.9kg)                                         | Lヘビー級 (-93.0kg)                                        |
| ---------------- | ---------------------------------------------------------- | ---------------------------------------------------------- | ---------------------------------------------------------- | ---------------------------------------------------------- | ---------------------------------------------------------- | ---------------------------------------------------------- | ---------------------------------------------------------- | ---------------------------------------------------------- |
| 2022年（第28回） | 根井博登                                                   | 下田洋介                                                   | 矢野武蔵                                                   | 中務太陽                                                   | 奥村歩生                                                   | 吉村天弥                                                   | 田所和士                                                   | 土井淳                                                     |
| 2021年（第27回） | 大田乃弘                                                   | 江崎壽                                                     | 二宮弘樹                                                   | 村山大介                                                   | 青井太一                                                   | 平木鉄馬                                                   | 墨吉涼太                                                   |                                                            |
| 2020年           | 新型コロナウイルス感染症による緊急事態宣言の発令により中止 | 新型コロナウイルス感染症による緊急事態宣言の発令により中止 | 新型コロナウイルス感染症による緊急事態宣言の発令により中止 | 新型コロナウイルス感染症による緊急事態宣言の発令により中止 | 新型コロナウイルス感染症による緊急事態宣言の発令により中止 | 新型コロナウイルス感染症による緊急事態宣言の発令により中止 | 新型コロナウイルス感染症による緊急事態宣言の発令により中止 | 新型コロナウイルス感染症による緊急事態宣言の発令により中止 |
| 2019年（第26回） | 畠山隆称                                                   | 藤沢義弘                                                   | 牛垣祐                                                     | 南風原吉良斗                                               | Jake Wilkins                                               | 千島甲太                                                   | 白川洸太                                                   | 大場慎之介                                                 |
| 2018年（第25回） | 田上越累                                                   | 宇田悠斗                                                   | 當房桂                                                     | 野尻定由                                                   | 中山慎平                                                   | 上原平                                                     | 井口雅仁                                                   |                                                            |
| 2017年（第24回） | 大勝拓真                                                   | 平良達郎                                                   | 辻村秀綱                                                   | 野瀬翔平                                                   | 椿飛鳥                                                     | 福田亮                                                     | 大場慎之介                                                 |                                                            |
| 年度（回数）     | フライ級 (-52.2kg)                                         | バンタム級 (-56.7kg)                                       | フェザー級 (-61.2kg)                                       | ライト級 (-65.8kg)                                         | ウェルター級 (-70.3kg)                                     | ミドル級 (-77.1kg)                                         | Lヘビー級 (-83.9kg)                                        | クルーザー級 (-93.0kg)                                     |
| 2016年（第23回） | 津村有哉                                                   | 本田良介                                                   | 山城翔                                                     | 笹晋久                                                     | 興梠弘樹                                                   | 出花崇太郎                                                 | 末澤悟                                                     |                                                            |
| 2015年（第22回） | 小巻洋平                                                   | 岡本瞬                                                     | 一條貴洋                                                   | 松崎紀彦                                                   | 飯田建夫                                                   | 田口泰地                                                   | 久保昌弘                                                   |                                                            |

#### 2001年 - 2014年
| 年度（回数）     | フライ級 (-52kg) | バンタム級 (-56kg) | フェザー級 (-60kg) | ライト級 (-65kg) | ウェルター級 (-70kg) | ミドル級 (-76kg) | Lヘビー級 (-83kg) | クルーザー級 (-91kg) | ヘビー級 (-100kg) | Sヘビー級 (+100kg) |
| ---------------- | ---------------- | ------------------ | ------------------ | ---------------- | -------------------- | ---------------- | ----------------- | -------------------- | ----------------- | ------------------ |
| 2014年（第21回） | 水野稜           | 前山哲平           | 和田教良           | 青井人           | 松嶋朔               | 長田拓也         | 中村邦夫          |                      |                   |                    |
| 2013年（第20回） | 赤松大輔         | 浦真吾             | 松場貴志           | 阿部貴広         | 山本琢也             | 三上譲治         | 鈴木友希          |                      |                   |                    |
| 2012年（第19回） | 西田翔           | 千代雅博           | 竹中大地           | 岡田遼           | 城田和秀             | 児玉京大         | 河野将志          | 丸山敏幸             |                   |                    |
| 2011年（第18回） | 内藤禎貴         | 武蔵幸孝           | 北村潔             | 金海裕輝         | 榊真嗣               | 武田飛翔         | 荒井勇二          | 谷口敏博             |                   |                    |
| 2010年（第17回） | 池田玄           | 山中憲次           | 田中路教           | 渡辺智史         | 加藤忠治             | 大澤伸光         | 吉岡直樹          | 谷口敏博             |                   |                    |
| 2009年（第16回） | 中村潤           | 本間祐輔           | 大里洋志           | 中村好史         | 廣瀬貴行             | 住村竜市朗       | 岡野裕城          | 吉川俊之             | 四辻正憲          |                    |
| 2008年（第15回） | 佐藤友和         | 渡辺明伸           | 稲垣顕二郎         | 矢地祐介         | 下石康太             | 金宗弘           | 鈴木貴裕          | 杉岡繁               |                   | 平野誠也           |
| 2007年（第14回） | 佐藤裕介         | 舟本公太           | 吉田圭多           | 鍋久保雄太       | 田中宏茂             | 平山尚樹         | 田中雄作          | 藤川展康             | 田中哲朗          |                    |
| 2006年（第13回） | 阿部博之         | 亀井達朗           | 江田皓哉           | 横山朋彦         | 里本一也             | 久米鷹介         | 佐藤博樹          | 前田誠               | 坂下裕介          |                    |
| 2005年（第12回） | 室伏伸哉         | 塩田歩             | 扇久保博正         | 上田将勝         | 田口公一             | 湯浅友和         | 出口高士          | 松木睦               | 八十住公貴        |                    |
| 2004年（第11回） | 竹沢弘晃         | 下川雄生           | 水垣偉弥           | 金山康宏         | 廣田瑞人             | 児山佳宏         | 奥野泰舗          | 福田力               |                   |                    |
| 2003年（第10回） | 山口譲治         | 朝岡秀樹           | 亘理崇麿           | 色川剛           | 中村友則             | 坂井圭介         | 村山暁洋          | 島川伸之             |                   |                    |
| 2002年（第9回）  | 鶴見一生         | 佐藤健士           | 大沢健治           | 藤岡正義         | 鹿又智成             | 前田健太郎       | 芦川祥教          | 佐野行範             |                   |                    |
| 2001年（第8回）  |                  | 藏田圭介           | 外薗晶敏           | 風田陣           | 朴光哲               | 菊地昭           | 宇良健吾          | 西口正人             |                   |                    |

#### 1994年 - 2000年
| 年度（回数）    | フライ級 (-50kg) | バンタム級 (-54kg) | フェザー級 (-58kg) | ライト級 (-63kg) | ウェルター級 (-69kg) | ミドル級 (-76kg) | Lヘビー級 (-85kg) | ヘビー級 (+85kg) |
| --------------- | ---------------- | ------------------ | ------------------ | ---------------- | -------------------- | ---------------- | ----------------- | ---------------- |
| 2000年（第7回） |                  | 端智弘             | 松根良太           | 山本徳郁         | 杉江大輔             | 福本よう一       | 大山利幸          | 辻嘉一           |
| 1999年（第6回） | 佐藤豪           | 糸川英樹           | 喜多浩樹           | 植野雄           | 飛田拓人             | 池本誠知         | 山下志功          | 井上正也         |
| 1998年（第5回） |                  | 西山典男           | 勝村周一朗         | 井上和浩         | 石川真               | 竹内幸司         | 桜井隆多          | 佐藤耕平         |
| 年度（回数）    |                  | バンタム級 (-54kg) | フェザー級 (-57kg) | ライト級 (-62kg) | ウェルター級 (-68kg) | ミドル級 (-74kg) | Lヘビー級 (-82kg) | ヘビー級 (+82kg) |
| 1997年（第4回） |                  |                    | 西澤正樹           | 藤田善弘         | 伊藤武則             | 鶴屋浩           | 川勝三朗          | トニー           |
| 1996年（第3回） |                  | 宇部幸治郎         | 天羽徹             | 小林謙治         | 桜井速人             | 小島弘之         | 藤原正人          | 藤井勝久         |
| 1995年（第2回） |                  |                    | 宇部幸治郎         | 池田久雄         | 桑原卓也             | 中尾受太郎       | 竹内出            | 入江秀忠         |
| 1994年（第1回） |                  |                    | 秋本じん           | 川村淳司         | 鈴木浩太             | 高江州朝也       | 芳岡博之          | 三ツ谷英之       |

### 女子
- 2021年（第27回） アトム級(-47.6kg): 堅田さくら[3]
- 2021年（第27回） フライ級(-56.7kg): 須惠樹季[3]
- 2019年（第26回） アトム級(-47.6kg): 大島沙緒里[4]
- 2019年（第26回） ストロー級(-52.2kg): 宝珠山桃花[4]
- 2019年（第26回） バンタム級(-61.2kg): Christina Brauchle[4]
- 2018年（第25回） アトム級(-47.6kg): 廣瀬里美[5]
- 2018年（第25回） ストロー級(-52.2kg): 古谷あさみ[5]
- 2018年（第25回） フライ級(-56.7kg): 柳仙香[5]
- 2017年（第24回） アトム級(-47.6kg): 原田佳来[6]
- 2017年（第24回） ストロー級(-52.2kg): 青野ひかる[6]
- 2017年（第24回） フライ級(-56.7kg): 佐藤ひかり[6]
- 2017年（第24回） フェザー級(-65.8kg): 東陽子[6]
- 2016年（第23回） ミニマム級(-47.6kg): 清水愛[7]
- 2016年（第23回） フライ級(-52.2kg): 斎藤裕子[7]
- 2016年（第23回） バンタム級(-56.7kg): 奈部由香里[7]
- 2015年（第22回） ミニマム級(-47.6kg): 山本絵実[8]
- 2015年（第22回） フライ級(-52.2kg): 下牧瀬菜月[8]
- 2015年（第22回） バンタム級(-56.7kg): 髙森惟舞[8]
- 2014年（第21回） フライ級(-52kg): 檜山美樹子[9]
- 2010年（第17回） バンタム級(-56kg): 増田優実[13]
- 2009年（第16回） バンタム級(-56kg): 浜崎朱加[14]
- 2008年（第15回） ストロー級(-48kg): 黒川美登里[15]
- 2008年（第15回） フライ級(-52kg): 茂木康子[15]
- 2007年（第14回） フライ級(-52kg): 茂木康子[16]
- 2006年（第13回） フライ級(-52kg): 茂木康子[17]
- 2006年（第13回） バンタム級(-56kg): 竹下嘉奈子[17]
- 2005年（第12回） フライ級(-52kg): 高林恭子[18]
- 2005年（第12回） バンタム級(-56kg): 山関奈々子[18]
- 2004年（第11回） フライ級(-52kg): 松本未来[19]
- 2004年（第11回） バンタム級(-56kg): 塩田さやか[19]
- 2003年（第10回） バンタム級(-56kg): 松本裕美[20]
- 2002年（第9回） バンタム級(-56kg): 松本裕美[21]
- 2000年（第7回） フライ級(-50kg): 佐藤歩[23]
- 1999年（第6回） フライ級(-50kg): 金子真理[24]
- 1999年（第6回） ミドル級(-76kg): 石原美和子[24]
- 1997年（第4回） バンタム級(-54kg): 渡辺千景[26]
- 1996年（第3回） ウェルター級(-68kg): 石原寿美子[27]